# Семенов Іван Йосипович
Іван Йосипович Семенов (рос. Семёнов Иван Иосифович; 21 січня 1901, Москва — 16 березня 1968, Одеса) — радянський військовий діяч, генерал-лейтенант (1944).